# Passage Pommeraye
Il Passage Pommeraye è una galleria commerciale nel centro di Nantes, in Francia, che prende il nome dal suo promotore immobiliare, Louis Pommeraye, considerato dal 26 dicembre 1976 un monumento storico.
La sua costruzione iniziò alla fine del 1840 e fu completata il 4 luglio 1843. L'arcata si presenta come un passaggio tra due strade, la rue Santeuil e rue de la Fosse, una delle quali è più alta dell'altra di 9,40 m, si estende per 132 m ed ha tre piani. Due architetti, Jean-Baptiste Buron e Hippolyte Durand-Gasselin, hanno contribuito al suo design, che è molto elaborato e include sculture in stile rinascimentale.
Il 14 gennaio 2015, il nome "Passage Pommeraye" è divenuto un marchio registrato presso l'INPI.

## Nei media
Nel corso della sua storia, il Passage Pommereye è stato ripreso in vari film, come Lola - Donna di vita, Una camera in città, Les Parapluies de Cherbourg e Garage Demy.
Nel 2024, un disegno dell'arcata è stato inserito come pattern della divisa da trasferta del club calcistico locale del Nantes.